# 1re cérémonie des Austin Film Critics Association Awards
La 1re cérémonie des Austin Film Critics Association Awards, décernée par la Austin Film Critics Association, a eu lieu en janvier 2006, et a récompensé les films réalisés l'année précédente.

## Palmarès

### Top 10 des meilleurs films
1. Collision (Crash)
2. Les Berkman se séparent (The Squid and the Whale)
3. Sin City
4. Hustle et Flow
5. Truman Capote (Capote)
6. Munich
7. Syriana
8. Le Secret de Brokeback Mountain (Brokeback Mountain)
9. Old Boy (올드보이)
10. Good Night and Good Luck

### Meilleur réalisateur
- Paul Haggis – Collision (Crash)

### Meilleur acteur
- Philip Seymour Hoffman pour le rôle de Truman Capote dans Truman Capote (Capote)

### Meilleure actrice
- Reese Witherspoon pour le rôle de June Carter Cash dans Walk the Line

### Meilleur acteur dans un second rôle
- William Hurt pour le rôle de Richie Cusack dans A History of Violence

### Meilleure actrice dans un second rôle
- Laura Linney pour le rôle de Joan Berkman dans Les Berkman se séparent (The Squid and the Whale)

### Révélation de l'année
- Terrence Howard – Collision (Crash) et Hustle et Flow

### Meilleur premier film
- Craig Brewer – Hustle et Flow

### Meilleur scénario original
- Les Berkman se séparent (The Squid and the Whale) – Noah Baumbach

### Meilleur scénario adapté
- Le Secret de Brokeback Mountain  (Brokeback Mountain) – Larry McMurtry et Diana Ossana

### Meilleur film en langue étrangère
- Old Boy (올드보이) •  Corée du Sud

### Meilleur film d'animation
- Sin City

### Meilleur film documentaire
- Murderball

### Pires films
- Be Cool
- Les Aventures de Shark Boy et Lava Girl

### Austin Film Award
- Sin City – Robert Rodriguez